# Euceratherium collinum
Euceratherium collinum je druh vyhynulého turovitého sudokopytníka, žijícího v období pleistocénu na území Severní Ameriky. Pravděpodobně se jednalo o jednoho z prvních turovitých, kteří přešli již v raném pleistocénu (zhruba před 2 miliony let) na severoamerický kontinent (dlouho před bizony). Podle současných odhadů vyhynul tento druh na konci poslední doby ledové, asi před 11 500 lety. Holotyp je lebka (kat. ozn. UCMP 8751), objevená v kalifornské jeskyni Potter Creek Cave. Formálně byl tento druh popsán roku 1904.

## Rozšíření

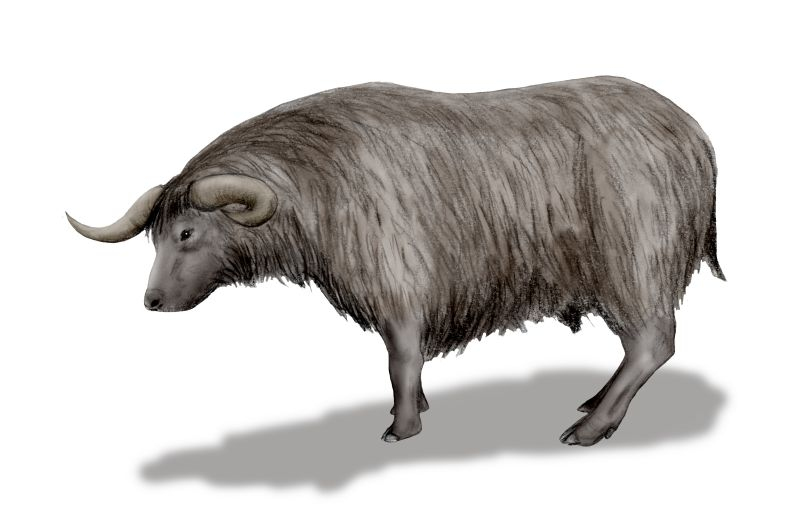
Moderní rekonstrukce vzezření rodu Euceratherium.

Fosilie tohoto druhu jsou známé ze západu Spojených států amerických (Kalifornie) až Mexika, na východě pak například v Illinois nebo Marylandu.

## Popis
Euceratéria byla masivně stavěná, podobala se v tomto směru americkým bizonům i pižmoňům severním. Jejich průměrná tělesná hmotnost v dospělosti činila asi 607 kilogramů. Podle dochovaného fosilního trusu se živili hlavně nízko rostoucí vegetací (včetně křovin).

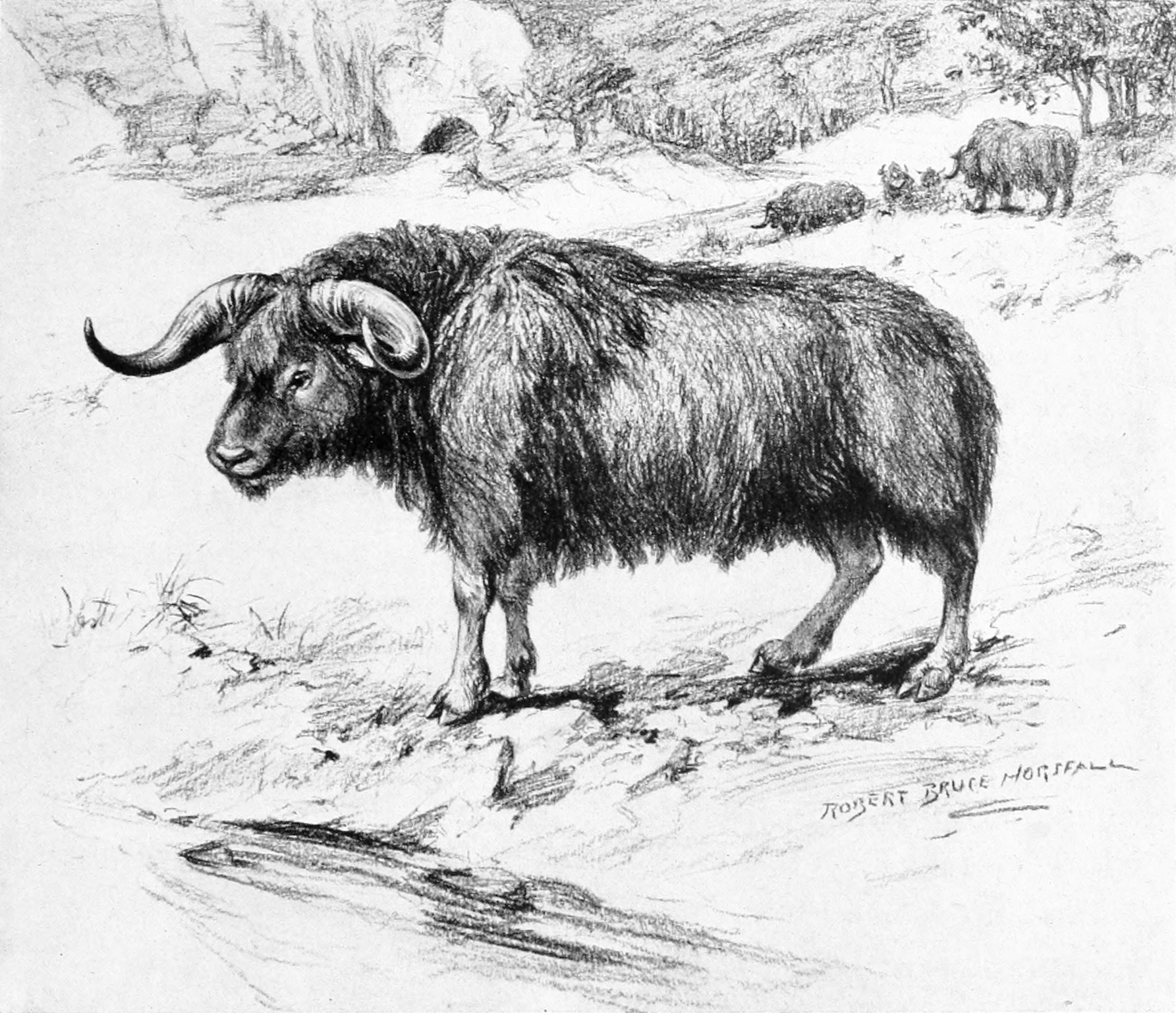
Zastaralá rekonstrukce euceratéria z roku 1913.